# Поречская волость (Ростовский уезд)
Поречская волость — административно-территориальная единица в составе Ростовского уезда Ярославской губернии Российской империи. Административный центр — село Поречье. 
В настоящее время земли бывшей Поречской волости входят в состав Ростовского района Ярославской области.

## География
Поречская волость на 1885 г. была расположена на юго-западе Ростовского уезда, между Воржской и Зверинцевской волостями.
Поречская волость состояла из 2076 десятин, в том числе 1975 надельных, из которых 320 десятин находились под лесом.

## История
В 1929 г. Поречская волость ликвидирована, ее сельсоветы вошли в Ростовский район.

## Состав
На 1885 г. волость состояла из одного села Поречья.
В декабре 1923 г. в Поречскую волость вошла часть селений упраздненной Воржской волости, вследствие чего было образовано 2 сельсовета:
- Вексицкий сельсовет: Александрино, Богородское-Козохово, Вексицы, Григорово, Инеры, Козохово, Липовка, Новодеревенька, Паздерино, Твердино;
- Климатинский сельсовет: Звягино, Климатино, Короваево, Поречье, Филимоново;

С 1926 года в Поречскую волость вошли селения Ново и Огарево из Перовской волости.